# Établissement ou service social ou médico-social
Un établissement ou service social ou médico-social (ESMS ou ESSMS) est une structure dont la vocation est d'accueillir et d'accompagner, dans son enceinte ou de manière ambulatoire, pour une brève durée ou au long cours, des personnes handicapées, dépendantes ou en situation d'exclusion sociale.
En France, les « établissements et services sociaux et médico-sociaux » sont juridiquement définis au I. de l'article L. 312-1 du Code de l'action sociale et des familles ainsi que, selon les activités, par des conditions techniques minimales d’organisation et de fonctionnement règlementaires que complète, sur la base de critères fonctionnels, la jurisprudence des juridictions administratives.
Les services sociaux et équipements sociaux sont soumis aux mêmes réglementations.

## Définition
Le domaine du social regroupe l’ensemble des actions relevant de l'amélioration des conditions de vie d’une société.
Le terme médico-social est relatif à la médecine sociale, c’est-à-dire qui tient compte du contexte social et des conditions sanitaires d’une population.

### Généralités
Ces établissements menant l'action sociale sont soumis au code de l'action sociale et des familles (CASF). En effet, l'ouverture et l'exploitation d'un établissement ou service social ou médico-social (ESSMS) ne peuvent intervenir librement, ils sont soumis à un régime de police administrative et, plus précisément, à un régime d'autorisation qui relève des articles L. 313-1 et suivants du CASF.
En fonction des catégories de populations vulnérables auxquelles leur action est destinée (mineurs en danger, personnes handicapées, personnes âgées, adultes atteints de maladie chronique, personnes en situation d'exclusion) et des origines des fonds servant à redistribuer les prestations qu'ils délivrent (assurance maladie, aide sociale départementale, aide sociale de l'État), ils relèvent de l'autorité soit du directeur général de l'Agence régionale de santé (ARS), soit du Président du Conseil départemental, soit du Préfet de région, soit de plusieurs d'entre eux s'il existe une compétence conjointe.
Ces établissements sont répertoriés dans le « Fichier national des établissements sanitaires et sociaux ». Ce fichier est nommé usuellement aussi le « FINESS » ou le « répertoire FINESS ». Il a été mis au point et est géré par le Ministère du Travail, de la Santé et des Solidarités.
Ce fichier permet de connaître les établissements et services relevant de l'action sociale : les établissements légitimes à mener des actions sociales auprès des citoyens.
En France, pour des raisons historiques et pratiques, c'est sur ce même fichier que figurent les établissements sanitaires (établissements de santé publics et privés : hôpitaux, cliniques).
Ce regroupement se justifie par le fait que, depuis la loi du 9 août 2004 relative à la politique de santé publique, l'article L. 1411-1 du Code de la santé publique considère que les établissements sanitaires et ESSMS sont, les uns comme les autres, des acteurs de la politique de santé publique et qu'à côté des soins, la prévention et la compensation du handicap et de la perte d'autonomie font pleinement partie des missions assignées à cette politique publique. C'est d'ailleurs pour cette raison que l'article 18 de la loi du 21 juillet 2009 dite « loi HPST » a unifié, par les Agences régionales de santé (ARS), la gouvernance publique des établissements de santé et des ESSMS.

### Missions de l'action sociale et médico-sociale
La loi 2002-2 du 2 janvier 2002 précise les missions d'intérêt général et d'utilité sociale des établissements sociaux et médicaux-sociaux.
1. Évaluation et prévention des risques sociaux et médico-sociaux, information, investigation, conseil, orientation, formation, médiation et réparation ;
2. Protection administrative ou judiciaire de l'enfance et de la famille, de la jeunesse, des personnes handicapées, des personnes âgées ou en difficulté ;
3. Actions éducatives, médico-éducatives, médicales, thérapeutiques, pédagogiques et de formation adaptées aux besoins de la personne, à son niveau de développement, à ses potentialités, à l'évolution de son état ainsi qu'à son âge ;
4. Actions d'intégration scolaire, d'adaptation, de réadaptation, d'insertion, de réinsertion sociales et professionnelles, d'aide à la vie active, d'information et de conseil sur les aides techniques ainsi que d'aide au travail ;
5. Actions d'assistance dans les divers actes de la vie, de soutien, de soins et d'accompagnement, y compris à titre palliatif ;
6. Actions contribuant au développement social et culturel, et à l'insertion par l'activité économique.

Bien que la jurisprudence ne reconnaisse pas la mission de service public de ces établissements et services, certains estiment que les critères du service public sont satisfaits et que les ESSMS, de statut public ou privé, remplissent une mission de service public.

### Types d'établissements
Un établissement social ou médico-social est une personne morale publique ou privée telle que décrite au code de l'action sociale et des familles (CASF) et bénéficiant généralement de fonds publics pour remplir une mission de service public.
Certains établissements et services privés peuvent être qualifiés d'établissements ou services privés « d'intérêt collectif » lorsqu'ils répondent à certains critères dont une gestion désintéressée ou la signature d'une convention d'aide sociale, une action inscrite dans un projet institutionnel et la certification des comptes.
Quant aux services gérés sous forme d'établissements publics, ils entrent dans la catégorie des établissements publics sociaux ou médico-sociaux.
| Champ de l'établissement                   | Nom de l'établissement | Financement                                                                         | Champ de compétence                                                                                | Alinéa de l'art. L. 312-1 CASF |
| ------------------------------------------ | --- | ----------------------------------------------------------------------------------- | -------------------------------------------------------------------------------------------------- | ------------------------------ |
| Aide sociale à l'enfance                   | Maison d'enfants à caractère social (MECS) Club de prévention spécialisée Service d'Action éducative en milieu ouvert (AEMO) Service d'Action éducative à domicile (AED) | Aide sociale                                                                        | Département                                                                                        | I -1°                          |
| Enfance handicapée et inadaptée.           | Centre médico-psycho-pédagogique (CMPP) Institut d'éducation motrice (IEM) Institut médico-éducatif (IME) Institut médico-pédagogique (IMP) Institut médico-professionnel (IMPRO) Institut thérapeutique, éducatif et pédagogique (ITEP) Service d'éducation spéciale et de soins à domicile (SESSAD) | Assurance maladie                                                                   | État                                                                                               | I - 2°                         |
| Enfance handicapée (0−6 ans)               | Centres d'action médico-sociale précoce (CAMSP) | 80 % assurance maladie 20 % aide sociale                                            | État-département                                                                                   | I - 3°                         |
| Protection judiciaire de la jeunesse (PJJ) | Centres et Foyers d'action éducative (CAE et FAE), Services éducatifs auprès du tribunal (SEAT) | État (ministère de la Justice)                                                      | État ou État-département                                                                           | I - 4°                         |
| Handicap mental ou physique, adultes       | Établissements et services d'accompagnement par le travail (ESAT, anciennement CAT) | Assurance maladie depuis le 1er janvier 2017                                        | État+Activité commerciale                                                                          | I - 5°                         |
| Handicap mental ou physique, adultes       | Centres de rééducation professionnelle, Centre d'orientation professionnelle | Assurance maladie - État                                                            | État+Activité commerciale                                                                          | I - 5°                         |
| Personnes âgées                            | Établissement d'hébergement pour personnes âgées dépendantes (EHPAD) | Assurance maladie - aide sociale- allocation personnalisée d'autonomie (APA)        | État-Département                                                                                   | I - 6°                         |
| Personnes âgées                            | Foyers-logements, résidences autonomie, maisons de retraite pour personnes non dépendantes (EHPA) | Aide sociale éventuelle                                                             | Département                                                                                        | I - 6°                         |
| Personnes âgées                            | Service autonomie à domicile (SAD) : Service de soins infirmiers à domicile (SSIAD) | Assurance maladie                                                                   | État                                                                                               | I - 6°                         |
| Personnes âgées                            | Service autonomie à domicile (SAD) : Services polyvalents d'aide et de soins à domicile (SPASAD) | Assurance maladie - aide sociale                                                    | État-département                                                                                   | I - 6°                         |
| Personnes âgées                            | Service autonomie à domicile (SAD) : Services d'aide et d'accompagnement à domicile (SAAD) | Aide sociale -caisses de retraite (action sociale facultative)                      | Département                                                                                        | I - 6°                         |
| Handicap mental, polyhandicap, adultes     | Foyers d'hébergement ou foyer de vie | Aide sociale                                                                        | Département                                                                                        | I - 7°                         |
| Handicap mental, polyhandicap, adultes     | Maison d'accueil spécialisée (MAS), Foyer d'accueil médicalisé (FAM), Services de soins, d'aide et d'accompagnement | Assurance maladie - Aide sociale                                                    | État-département                                                                                   | I - 7°                         |
| Handicap mental, polyhandicap, adultes     | Service d'auxiliaires de vie | État - Aide sociale                                                                 | État-département                                                                                   | I - 7°                         |
| Personnes sans domicile, en errance        | Centres d'hébergement et de réinsertion sociale (CHRS) et notamment centres d'aide par la vie active, accueils de jour (boutiques de solidarité...), veille sociale (SAMU social, équipes mobiles, téléphonie sociale « 115 », services d'accueil et d'orientation)                                   | État + contribution le cas échéant des communes et de l'aide sociale départementale | État (en partenariat le cas échéant avec le département et les communes)                           | I - 8°                         |
| Traitement des addictions                  | Centres d'accueil pour toxicomanes et les Centres d’accueil et d’accompagnement à la réduction de risques pour usagers de drogues (CAARUD). | Assurance maladie                                                                   | État                                                                                               | I - 9°                         |
| Traitement des addictions                  | Centres d'accueil pour alcooliques, Appartements de coordination thérapeutique (VIH, maladies chroniques) | Assurance maladie                                                                   | État                                                                                               | I - 9°                         |
| Autres hébergements                        | Foyers de jeunes travailleurs (FJT) | État-aide sociale -caisse d'allocations familiales                                  | État (conventionnement aide personnalisée au logement, code de la construction et de l'habitation) | I - 10 °                       |
| Centres de ressources                      | Centres de ressources: handicap rare, autisme, traumatisme crânien, maladie d'Alzheimer. Autres (centres locaux d'information et de coordination...) | Assurance maladie                                                                   | État                                                                                               | I - 11 °                       |
| Demandeurs d'asile                         | Centre d'accueil de demandeurs d'asile | État                                                                                | État                                                                                               | I - 13 °                       |
| Majeurs à protéger                         | Services mettant en œuvre le mandat spécial au profit de majeurs protégés | État + Majeur protégé                                                               | État                                                                                               | I - 14 °                       |
| Majeurs à protéger                         | Services mettant en œuvre l'aide à la gestion du budget familial | État + Majeur protégé                                                               | État                                                                                               | I - 15 °                       |
| Autres                                     | Structures expérimentales dérogeant aux articles L. 162-31 et L. 162-31-1 du code de la sécurité sociale : possibilité de décisions déconcentrées et/ou décentralisées | Toutes possibilités                                                                 | Selon les cas : État ou département ou État-département                                            | I - 12 °                       |
| Autres                                     | Lieux de vie non traditionnels | Aide sociale (principalement)                                                       | Selon les cas : État ou département ou État-département                                            | III                            |

## Création
La Loi du 21 juillet 2009 dite « Hôpital, patients, santé et territoire » a supprimé le comité régional de l'organisation sociale et médico-sociale (CROSMS) qui était chargée à la fois d'évaluer les besoins sociaux de la région et de donner un avis sur les projets de création.

### Détermination des besoins
Les besoins sont déterminés dans le cadre de procédures de planification mises en œuvre par les pouvoirs publics. Cette planification, de nature à la fois territoriale, catégorielle et financière, intervient à l'échelon national, après avis du comité national de l’organisation sanitaire et sociale, par les ministres compétents, pour certains besoins ne concernant qu'un petit nombre de bénéficiaires. Dans les autres cas, le besoin est déterminé à travers un schéma régional ou départemental d'organisation sociale et médico-sociale élaboré, selon le cas, par le préfet de région, par le directeur général de l'agence régionale de santé ou par le président du conseil départemental.

### Procédure d'autorisation
Les établissements et services sociaux et médico-sociaux sont soumis à autorisation. Ils doivent passer par cette procédure pour toute création, ainsi que pour certaines transformations ou extensions importantes. Cette autorisation est délivrée selon le cas, par le ministre chargé de l'action sociale ou par le préfet, par le président du conseil départemental ou par le directeur général de l'agence régionale de santé, ou encore conjointement par deux ou trois de ces autorités.
Les établissements et services faisant appel à un financement public ne peuvent être autorisés qu'après avoir été sélectionnés à la suite d'un appel à projets. Ces appels à projets sont lancés par les autorités compétentes dès lors que des besoins identifiés ne sont pas satisfaits. La sélection est alors faite par une commission dont la composition varie en fonction de l'autorité compétente et du type d'établissement ou de service.
Une procédure simplifiée existe pour des modifications mineures dites "extensions non importantes" (par exemple, une extension de moins de 30 % de la capacité d'accueil ou moins de 15 places supplémentaires). Au-delà de ces seuils, un appel à projets est nécessaire (article D. 313-2 du CASF).
Certaines activités sont agréées par les pouvoirs publics à l'issue d'une procédure distincte, appelée appel à manifestation d'intérêt (AMI). Bien que des confusions soient parfois commises, cette reconnaissance n'a pas vocation à donner lieu à la délivrance d'une autorisation administrative.

## Financement
Ces établissements sont généralement financés par l'État, les départements, la Sécurité sociale ou les personnes accueillies (« usagers »).

## Contrôle
Le contrôle des établissements se fait par le biais d'inspections des services de l'État, de l'agence régionale de santé et/ou du département, dans le cadre décrit par le code de l'action sociale et des familles et le code de la santé publique. Ce contrôle, qui effectué sur site s’appelle inspection, a notamment pour objet de vérifier que les termes de l’autorisation administrative délivrée sont respectés, de même que le droit des usagers.

## Politique d'achat
Les établissements gérés par des organismes gestionnaires de droit privé ne sont pas soumis au droit de la commande publique pour réaliser leurs achats.

## Évaluation
Les établissements et services sont soumis à une obligation régulière d'évaluation interne et externe.
L'Agence nationale de l'évaluation et de la qualité des établissements et services sociaux et médico-sociaux (ANESM) a établi deux cahiers des charges :
- évaluation interne (par l'équipement)[12].
- évaluation externe[13] par des organismes habilités chargés de contrôler la qualité de la prise en charge et le respect du droit des usagers. dans leur accompagnement (conseil de vie sociale, projet d'accompagnement individualisé, bientraitance, qualité des soins, prise en charge de la douleur…).

L'ANESM et l'ensemble de ses missions sont intégrés à la Haute Autorité de Santé (HAS) depuis juin 2018. La HAS travaille sur une réforme de l'évaluation externe et a annoncé à l'issue du Ségur de la Santé que le nouveau format serait mis en place à partir de l'automne 2021.

### Colloques
- "L'usager-citoyen : affirmer ses droits dans les établissements et services", colloque organisé par le Conseil général du Finistère à Brest le 18 décembre 2012 à l'occasion du dixième anniversaire de la loi no 2002-2 rénovant l'action sociale et médico-sociale : http://www.vo-live.fr/vod/u2sS8fp.html